# 피로바쿨룸 오구니엔세
피로바쿨룸 오구니엔세는 피로바쿨룸속에 속하는 한 종이다.